# Willi Busch (Widerstandskämpfer)
Michael „Willi“ Busch (* 31. Oktober 1901 in Mainz; † nach 1945) war ein deutscher Antifaschist und seit 1925 Mitglied der KPD und leistete während der Zeit des Nationalsozialismus unter anderem als Mitglied des illegalen „Komitees zur schnellen Beendigung des Krieges“ Widerstand.

## Leben
Während der Zeit des Nationalsozialismus war Willi Busch mehrfach aus politischen Gründen inhaftiert. Zwischen Juli 1936 bis Oktober 1939 verbrachte er über drei Jahre als Gefangener im Konzentrationslager Dachau. Im Januar 1944 wurde er erneut festgenommen und in Darmstadt inhaftiert, konnte aber im August desselben Jahres fliehen. Auf seinem Weg nach Mühlheim, seiner Heimatstadt, wurde er allerdings erkannt, erneut verhaftet und wieder nach Darmstadt gebracht. Es gelang ihm im Dezember 1944 erneut, aus der Gefangenschaft zu fliehen. Ab dann lebte er bis zum Kriegsende illegal in Wiesbaden. Hier war er Mitglied einer illegalen Gruppe, die sich den amerikanischen Truppen anschloss. Mit Hilfe der Amerikaner wurde Busch durch die Front nach Mühlheim gebracht, wo er sich mit anderen Mühlheimer Antifaschisten organisierte und die Gewalt über die Stadt gewann. Sie entwaffneten die deutschen Soldaten, entfernten Panzersperren und hissten weiße Fahnen, als Zeichen an die alliierten Truppen, dass sie keine Gegenwehr zu erwarten hatten. Durch diese Handlungen konnten weitere Kriegsschäden in der Stadt verhindert werden.